# أفياء ليغ
أفياء ليغ أو النسر الصقري الليغي (الاسم العلمي Nisaetus kelaarti)، طائر جارح متوسط القد من جنس أفياء وفصيلة البازية. يكثر وجوده في شبه القارة الهندية، مواطنه الهند وسريلانكا.